# اكامة (العدين)

تعديل مصدري - تعديل

اكامة محلة تابعة لقرية الحصابين، التابعة لعزلة عردن بمديرية العدين إحدى مديريات محافظة إب في الجمهورية اليمنية، بلغ تعداد سكانها 78 حسب تعداد اليمن لعام 2004.